# Pseudonapomyza deserta
Pseudonapomyza deserta este o specie de muște din genul Pseudonapomyza, familia Agromyzidae, descrisă de Zlobin în anul 2002.
Este endemică în Uzbekistan. Conform Catalogue of Life specia Pseudonapomyza deserta nu are subspecii cunoscute.